# Electro Velvet

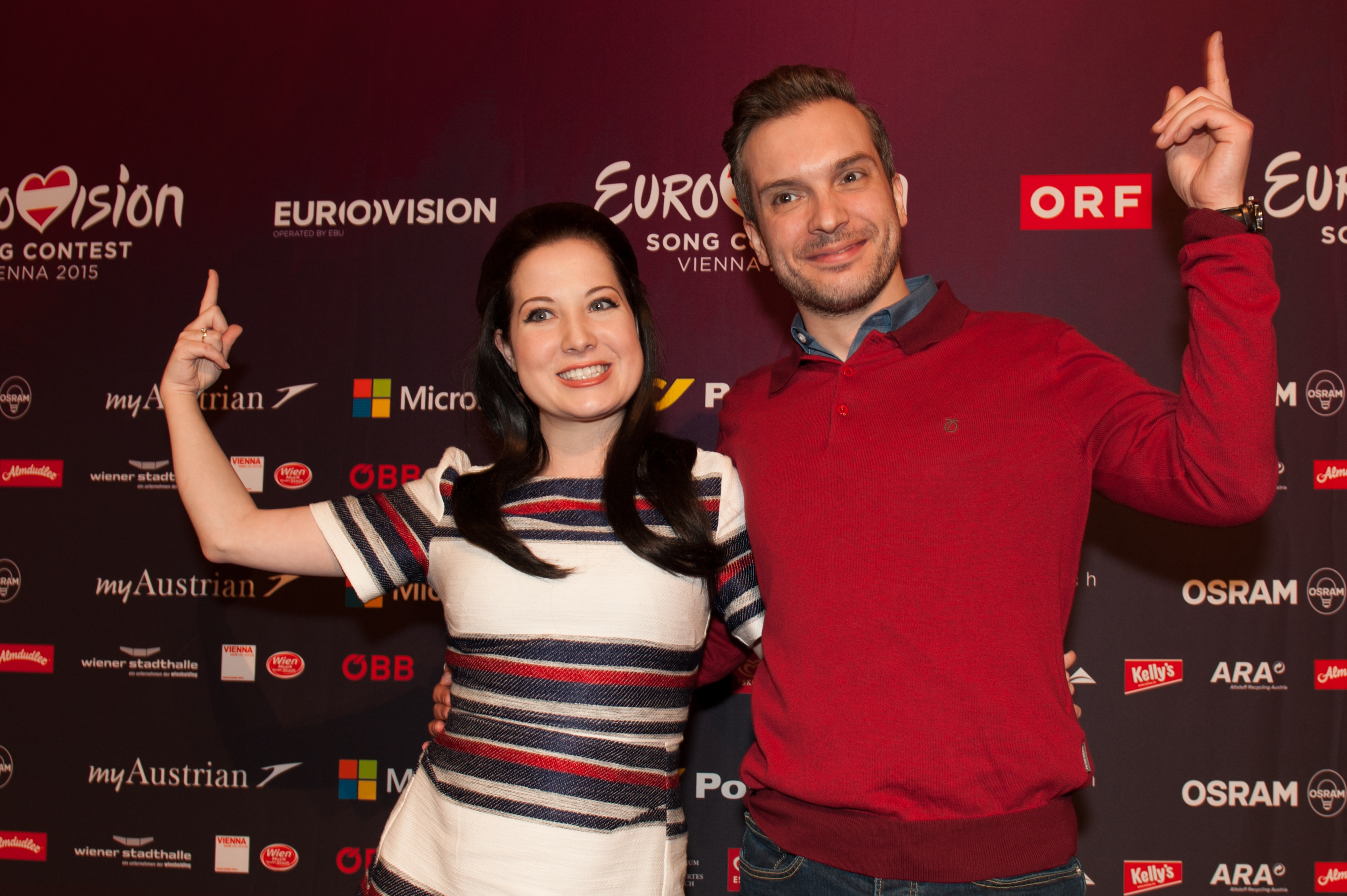
Electro Velvet (2015)

Electro Velvet ist ein britisches Duo aus dem Genre Electroswing bestehend aus dem Sänger Alex Larke und der Sängerin Bianca Nicholas. Sie vertraten das Vereinigte Königreich beim Eurovision Song Contest 2015 in Wien.

## Werdegang
Der Sänger Alex Larke ist Grundschullehrer und Frontmann der Rolling-Stones-Coverband The Rollin’ Clones. Sängerin Bianca Nicholas war in den britischen Castingshows The X Factor (2008) und The Voice UK (2014) zu sehen, kam aber über ein einmaliges Vorsingen nicht hinaus.
Der Sender BBC wählte den Song Still in Love with You aus hunderten Einreichungen aus und gab am 7. März 2015 bekannt, dass das Duo das Land vertreten werde. Beim Songcontest in Wien landeten sie auf dem 24. Platz mit fünf Punkten.